# Sarrewerden
Sarrewerden è un comune francese di 962 abitanti situato nel dipartimento del Basso Reno nella regione del Grand Est.

## Società

### Evoluzione demografica
Abitanti censiti